# Carski dvor u Kyotu
Carski dvor u Kyotu, starinski heianski carski dvor bila je nominalno vladajuće tijelo u Japanu od 794., otkad je car Kanmu preselio glavni grad u Heian-kyō (dosloce "glavni grad mira", današnji Kyōto) do razdoblja Meijija (1868. – 1912.), nakon kojeg je dvor preseljen iz Kyota u Tokio i integriran u Meijijevsku vladu (明治政府, Meiji seifu). Car je bio samo nominalni vladar, a prava vlast bila je u razdoblju Heianu u rukama sekkana iz seishija Fujiware, usprkos carskom pokušaju izmicanja od Fujiwarskog vlastodrštva putem ustanove inseija. Nakon Genpejskog rata, Šogunatski sustav došao je 1185., kad je Minamoto no Yoritomo uspostavio bakufu i moć bila u rukama šoguna kao nasljednu.
Budući da je Minamoto no Yoritomo pokrenuo šogunat, prava vlast bila je u rukama šoguna, za koje su na strane zemlje, prije svega Kina, često pogrešno mislila da su japanski carevi.

## Daljnja literatura
- Ackroyd, Joyce. (1982). [ Arai Hakuseki, 1712] Tokushi Yoron; "Lessons from History: the Tokushi yoron" translated by Joynce Ackroyd. Brisbane: University of Queensland Press. ISBN 0-7022-1485-X
- (japanski) Asai T. (1985). Nyokan Tūkai. Tokyo: Kōdansha.
- Brown, Delmer and Ichiro Ishida, eds. (1979). [ Jien, c. 1220],  Gukanshō; "The Future and the Past: a translation and study of the 'Gukanshō', an interpretive history of Japan written in 1219" translated from the Japanese and edited by Delmer M. Brown & Ichirō Ishida. Berkeley: University of California Press.  ISBN 0-520-03460-0
- Ozaki, Yukio. (2001). The Autobiography of Ozaki Yukio: The Struggle for Constitutional Government in Japan. [Translated by Fujiko Hara]. Princeton: Princeton University Press. ISBN 0-691-05095-3 (tkani omot)
- (japanski) Ozaki, Yukio. (1955). Ozak Gakudō Zenshū. Tokyo: Kōronsha.
- Sansom, George (1958). A History of Japan to 1334. Stanford: Stanford University Press. ISBN 0-8047-0523-2
- Sansom, George. (1952). Japan: A Short Cultural History. Stanford: Stanford University Press.  ISBN 978-0-8047-0952-1  (tkani omot) ISBN 978-0-8047-0954-5 (papirni omot)
- Screech, Timon. (2006). Secret Memoirs of the Shoguns:  Isaac Titsingh and Japan, 1779–1822. London: RoutledgeCurzon. ISBN 0-7007-1720-X
- Titsingh, Isaac. (1834). [Siyun-sai Rin-siyo/Hayashi Gahō, 1652], Nipon o daï itsi ran; ou, Annales des empereurs du Japon, tr. par M. Isaac Titsingh avec l'aide de plusieurs interprètes attachés au comptoir hollandais de Nangasaki; ouvrage re., complété et cor. sur l'original japonais-chinois, accompagné de notes et précédé d'un Aperçu d'histoire mythologique du Japon, par M. J. Klaproth.  Paris: Oriental Translation Fund of Great Britain and Ireland....Click link to digitized, full-text copy of this book (in French)
- Ury, Marian.  (1999). "Chinese Learning and Intellectual Life", The Cambridge history of Japan: Heian Japan. Vol. II. Cambridge: Cambridge University Press. ISBN 978-0-521-22353-9 (tkani omot)
- Varley, H. Paul, ed. (1980). [ Kitabatake Chikafusa, 1359], Jinnō Shōtōki ("A Chronicle of Gods and Sovereigns: Jinnō Shōtōki of Kitabatake Chikafusa" translated by H. Paul Varley). New York: Columbia University Press.  ISBN 0-231-04940-4